# Самбука Пистоијезе (Пистоја)
Самбука Пистоијезе (итал. Sambuca Pistoiese) је насеље у Италији у округу Пистоја, региону Тоскана.
Према процени из 2011. у насељу је живело 1604 становника. Насеље се налази на надморској висини од 511 м.

## Становништво
Према резултатима пописа становништва 2011. у општини је живело 1.680 становника.
| 1931. | 1936. | 1951. | 1961. | 1971. | 1981. | 1991. | 2001. | 2011. |
| ----- | ----- | ----- | ----- | ----- | ----- | ----- | ----- | ----- |
| 5.241 | 4.764 | 4.668 | 3.247 | 1.916 | 1.749 | 1.630 | 1.604 | 1.680 |

## Партнерски градови
- Amgala